# Bliss (film 2019)
Bliss è un film del 2019 diretto e sceneggiato da Joe Begos.
Descritto come un "film sui vampiri", riguarda un artista di nome Dezzy che cade nella follia dopo aver assunto una droga allucinogena per cercare di superare un blocco creativo.

## Trama
A Los Angeles, una geniale pittrice affronta un blocco creativo portandola a rivolgersi a tutto ciò che può per completare il suo capolavoro, trasformando la situazione in una spirale allucinatoria di droghe, rapporti sessuali e omicidi.

## Distribuzione e accoglienza
Il regista e sceneggiatore del film, Joe Begos, ha mostrato Bliss al Fantastic Fest del 2019 ad Austin, insieme al suo film successivo VFW. Il film è stato anche proiettato all'Overlook Film Festival di New Orleans, dove il recensore Katie Rife di A.V. Club ha affermato che "rappresenta un salto stilistico in avanti per il suo regista" e lo ha confrontato con il lavoro di Lucio Fulci, Gaspar Noé e Abel Ferrara.